# Verwaltungsgemeinschaft Saalkreis-Ost
In der Verwaltungsgemeinschaft Saalkreis-Ost waren im sachsen-anhaltischen Saalkreis die Gemeinden Brachstedt, Braschwitz, Hohenthurm, Niemberg, Oppin und Peißen zusammengeschlossen. Am 1. Januar 2005 wurde sie mit der Verwaltungsgemeinschaft Landsberg zur neuen Verwaltungsgemeinschaft Östlicher Saalkreis zusammengeschlossen.